# Stenum
Stenum er en landsby i Vendsyssel med 239 indbyggere  (2024), beliggende i Stenum Sogn 8 kilometer nordvest for Brønderslev og 36 kilometer nord for Aalborg.
Stenum ligger i Region Nordjylland og hører til Brønderslev Kommune.